# Prise d'otages à Atlanta
Pour les articles homonymes, voir Blast.
Pour plus de détails, voir Fiche technique et Distribution.
Prise d'otages à Atlanta (Blast) est un film américain sorti en 1997 avec Albert Pyun, Yuji Okumoto (agent du FBI)  et Jill Pierce (Moses).

## Synopsis
Durant les Jeux olympiques d'Atlanta, une bande armée de terroristes kidnappe toute l'équipe des nageuses américaines. Devant des milliards de spectateurs effarés, ils menacent de les tuer une à une. Un seul homme peut les sauver: Jack Bryant, ancien karatéka que la vie a rendu amer. Dirigé par un expert du FBI, saura-t-il désamorcer la terrible menace?

## Fiche technique
- Titre : Prise d'otages à Atlanta
- Titre original : Blast
- Réalisation : Albert Pyun
- Scénario : Albert Pyun
- Musique : Anthony Riparetti
- Photographie : George Mooradian
- Montage : Natasha Gjurokovic
- Production : Tom Karnowski et Gary Schmoeller
- Société de production : Cruel Stories et Filmwerks
- Pays :  États-Unis
- Genre : Action
- Durée : 105 minutes
- Dates de sortie : 
  -  États-Unis : 13 mai 1997 (vidéo)

## Distribution
- Linden Ashby : Jack Bryant
- Andrew Divoff : Omodo
- Kimberly Warren : Diane Colton
- Rutger Hauer : Leo
- Norbert Weisser : le chef du commando de secours
- Tim Thomerson : le commissaire de police
- Thom Matthews : Bill